# شهرستان ماریون (کنتاکی)
شهرستان ماریون، کنتاکی (به انگلیسی: Marion County, Kentucky) یک سکونتگاه مسکونی در ایالات متحده آمریکا است که در کنتاکی واقع شده‌است.